# Foxfire (mycologie)
Pour les articles homonymes, voir Foxfire.

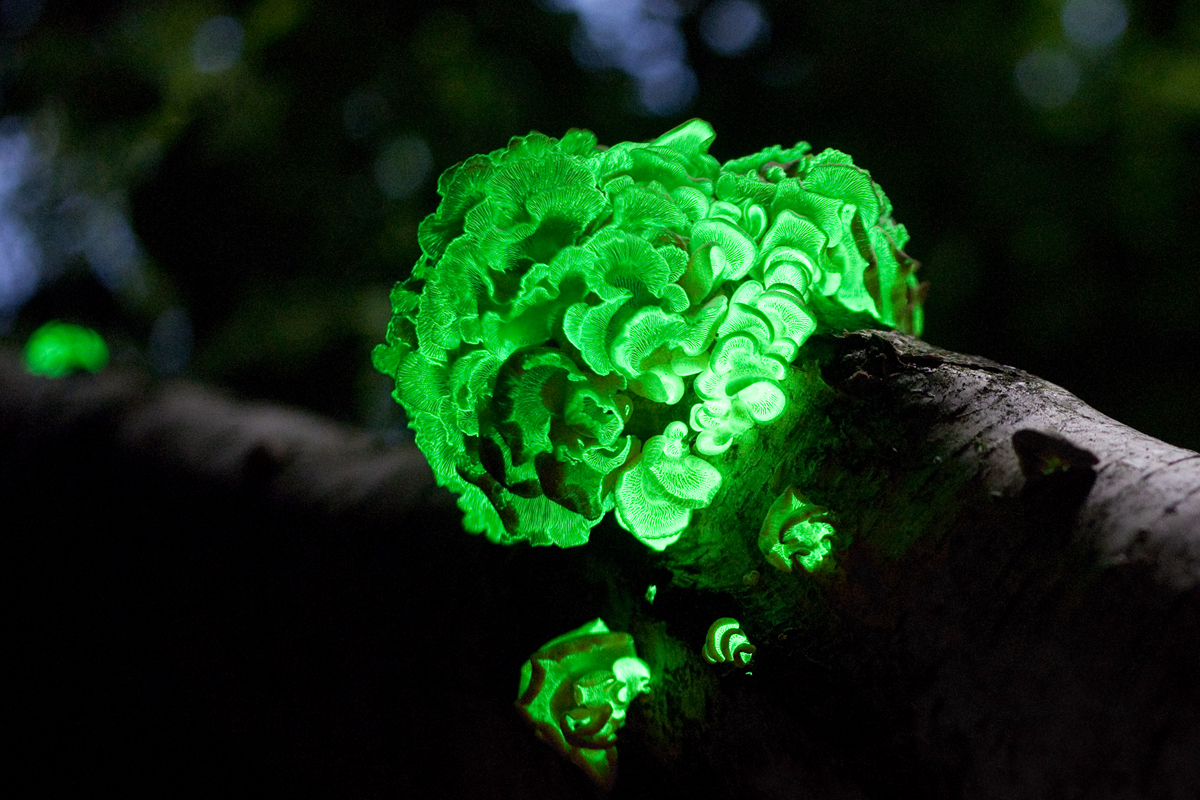
Panellus stipticus à Mount Vernon au Wisconsin.

Un Foxfire (lit. Feu de renard), parfois appelé Feu de fée ou encore Feu de chimpanzé, résulte de la bioluminescence créée par certains mycètes présents dans le bois mort. La lueur bleu-verdâtre visible est due à une luciférase, une enzyme oxydante, qui émet de la lumière lorsqu'elle est en contact avec une luciférine. Diverses hypothèses sont émises à propos du rôle de cette bioluminescence : attraction d'arthropodes (notamment les moucherons mycophages (en) qui y déposent leurs œufs) dispersant les spores fongiques principalement par zoochorie, signal aposématique d'avertissement propre à protéger ces champignons contre les mammifères herbivores. 

## Description

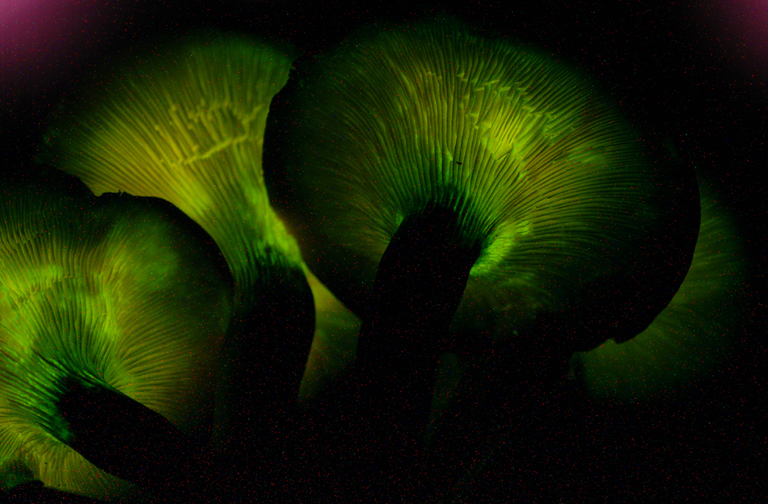
Le Pleurote de l'olivier, champignon dans lequel le phénomène peut se produire : l’Octoshroom dans le film Avatar évoque ces lamelles bioluminescentes.

## Aspects historiques

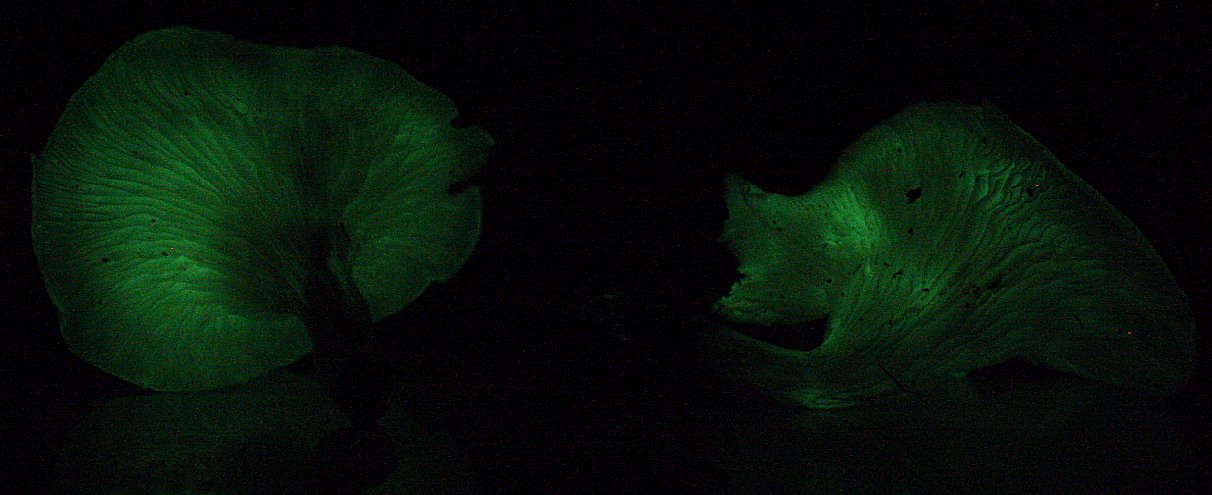
Omphalotus nidiformis, une autre espèce de champignons pouvant briller dans le noir.

artificielle contrastant avec l'éclat naturel du champignon.

Ce type de phénomène est connu depuis très longtemps, décrit par des auteurs antiques comme Pline ou Aristote. Selon diverses traditions folkloriques des cultures mycophiles, son observation dans le bois mort des forêts indiquait l'endroit où les fées faisaient la fête tous les soirs, d'où le nom vernaculaire de feu de fées. Il est possible aussi que certains feux follets aient pour origine ces mycètes, comme le suggère le nom vernaculaire de « champignon feu follet » donné au Faux Clytocybe lumineux. Le mycologue Roger Phillips suggère que c'est ce phénomène qui aurait inspiré les baguettes des fées luminescentes. Au XVIIe siècle, le physicien et chimiste irlandais Robert Boyle détermine que la bioluminescence fongique nécessite de l'air (la réaction biochimique se fait en présence d'oxygène). Pendant la première Guerre mondiale, des soldats collaient un fragment de ces champignons sur leur casque pour éviter des collisions dans les tranchées où l'utilisation de flammes dans les lampes à pétrole et d'explosifs n'était pas compatible.